# Joshua Brookes
Aquest autor és citat en taxonomia animal amb el nom «Brookes».
Joshua Brookes (24 de novembre de 1761 – 10 de gener de 1833) va ser un biòleg, anatomista i naturalista britànic.

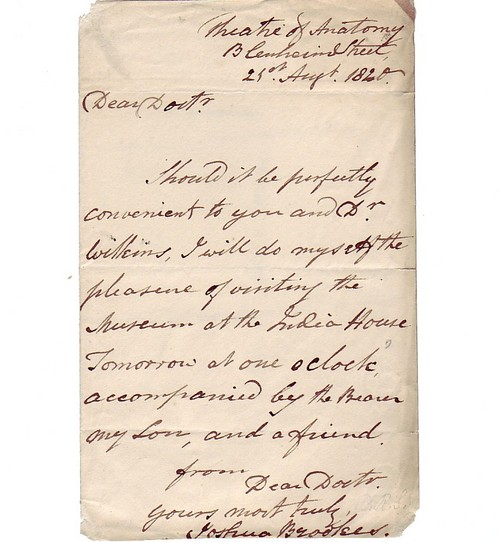
Una carta de Joshua Brookes de 1820

Joshua Brookes va començar la seva formació amb Magnus Falconer i l'anatomista Hewson a l'edat de 16 anys. També va ser alumne de John Hunter, l'anatomista britànic més famós del segle xviii. Va esdevenir membre de la Royal Society el 1819. Brookes va ser professor d'anatomia, fisiologia i cirurgia a Londres. En els 40 anys de la seva feina, va formar a uns 7000 estudiants, en part perquè va exigir tarifes de conferències més baixes que les dels seus companys. A més de la medicina humana, es va interessar especialment per la història natural i per l'anatomia animal. No obstant això, el Royal College of Surgeons i el Royal Veterinary College el van rebutjar com a membre del consell i examinador. No va ser fins al 1826, quan Brookes es va retirar de la vida professional, que el duc d'Essex es va oposar a aquesta decisió.
El 25 de juny de 1831 es va celebrar un sopar de comiat amb els seus amics i estudiants.
Un quadre de Thomas Philipps mostra a Brookes assegut en una taula de treball davant d'un atles grec d'anatomia. Brookes havia rebut aquest quadre el 1821 dels seus estudiants com a regal d'aniversari. El 1826 va rebre també un bust de marbre de Robert William Sievier.
Després de retirar-se oficialment per motius de salut, Brookes va continuar impartint conferències als membres de la Zoological Society. Entre altres coses, va tematitzar l'anatomia de l'estruç.
Brookes va ser el fundador del Brookesian Museum, que va instal·lar a casa seva al carrer de Blenheim. La col·lecció finalment va quedar sota el martell d'un subhastador. El nom genèric, Brookesia, és en honor de Joshua Brookes. La primera descripció real del gènere a partir de l'any 1865 prové de John Edward Gray. Va descriure els gèneres del guepard (Acinonyx) i del mamut (Mammuthus).
Va ser enterrat a l'Església de St. James a Piccadilly. Va deixar un fill que va servir a la Royal Navy. Segons D'Arcy Power, Joshua Brookes era "the brother of the celebrated menagerie keeper in Exeter 'Change", així doncs, el germà del famós arquer que col·leccionava animals salvatges a Exeter Exchange. De fet, Edward Cross, el propietari d'aquesta botiga, va mantenir bones relacions amb Brookes, que finalment va portar a Brookes a l'autòpsia de l'elefant Chunee.

## Obres
- An Address Delivered at the Anniversary Meeting of the Zoological Club of the Linnean Society, Held at the Society's House, in Soho-Square, November 29, 1828
- The Brookesian Museum. The Museum of Joshua Brookes [...], London 1828
- Thoughts on the Best Means of Lessening the Destructive Progress of Cholera, London 1831